# Coelotanypus cletis
Coelotanypus cletis är en tvåvingeart som beskrevs av Roback 1963. Coelotanypus cletis ingår i släktet Coelotanypus och familjen fjädermyggor. Inga underarter finns listade i Catalogue of Life.